# SOS Barnbyar
SOS Barnbyar är en internationell välgörenhetsorganisation som riktar sig till föräldralösa, övergivna och på andra sätt utsatta barn över hela världen.
Kärnan i verksamheten är de så kallade barnbyarna, som utgår från en familjemodell där föräldralösa barn och anställda barnbymammor bor tillsammans i egna hem tills barnen är redo att flytta hemifrån. Organisationen bedriver också ungdomsboenden, skolor, vårdinrättningar och social verksamhet där målet är att stödja utsatta familjer och på så sätt motverka att familjer splittras och barn överges. Verksamheten dikteras till största del genom privatpersoner som tecknar fadderskap. Mot en månatlig summa får bidragsgivaren följa ett barn eller en barnby genom att regelbundet få brev och fotografier skickade hem till sig. Den svenska delen av SOS Barnbyar arbetar med insamling till projekt i framförallt Afrika.
SOS Barnbyar grundades inspirerad av andra världskriget på initiativ av Hermann Gmeiner, som 1949 invigde den första barnbyn i Imst i Österrike. Hermann Gmeiner ville skapa ett alternativ till barnhem och ge föräldralösa och övergivna barn en möjlighet att växa upp i en familj och få en utbildning. Den svenska organisationen startades 1972 och är medlem av SOS-Kinderdorf International. SOS Barnbyar följer SOS-KDI:s stadgar.

## Ekonomi
Föreningen SOS Barnbyar Sverige har ett så kallat 90-konto vilket innebär att Svensk insamlingskontroll regelbundet granskar verksamheten och ser till att pengarna används på rätt sätt. Under 2009 samlade föreningen in 220 miljoner kronor, och 84,4% av de totala intäkterna betalades ut till det ändamål som pengarna samlats in för. Generalsekreterarens lön från den 1 januari 2010 är 75 000 kronor i månaden med pension enligt ITP-planen. Inga andra ersättningar utgår.